# Telipogon ionopogon
Telipogon ionopogon är en orkidéart som beskrevs av Heinrich Gustav Reichenbach. Telipogon ionopogon ingår i släktet Telipogon och familjen orkidéer. Inga underarter finns listade i Catalogue of Life.